# Dylan Cozens
Dylan Cozens (* 9. února 2001 Whitehorse) je profesionální kanadský hokejový útočník momentálně hrající v týmu Ottawa Senators v severoamerické lize NHL. Sabres ho v roce 2019 draftovali v 1. kole jako 7. celkově. Hokeji se věnují i jeho bratři Connor a Luke.

## Ocenění a úspěchy
- 2018 WHL – Nejlepší střelec mezi nováčcích
- 2018 WHL – Jim Piggott Memorial Trophy
- 2019 CHL – Top Prospects Game
- 2020 WHL – První východní All-Star Tým
- 2020 WHL – Nejvíce gólu v oslabení
- 2021 MSJ – All-Star Tým
- 2021 MSJ – Nejlepší střelec
- 2021 MSJ – Top tří hráčů v týmu
- 2022 MS – Nejlepší hráč v pobytu na ledě +/-
- 2022 MS – Top tří hráčů v týmu
- 2023 MS – All-Star Tým
- 2023 MS – Nejlepší střelec
- 2023 MS – Top tří hráčů v týmu

## Prvenství
- Debut v NHL – 14. ledna 2021 (Buffalo Sabres proti Washington Capitals)
- První asistence v NHL – 14. ledna 2021 (Buffalo Sabres proti Washington Capitals)
- První gól v NHL – 22. ledna 2021 (Washington Capitals proti Buffalo Sabres, českému brankáři Vítku Vaněčkovi)
- První hattrick v NHL – 26. února 2023 (Buffalo Sabres proti Washington Capitals)

## Klubová statistika
| Sezóna      | Klub                  | Soutěž      |     | Základní část | Základní část | Základní část | Základní část | Základní část |   | Play off | Play off | Play off | Play off | Play off |
| Sezóna      | Klub                  | Soutěž      | Z   | G             | A             | B             | TM            | Z             | G | A        | B        | TM       |          |          |
| 2016/17     | Lethbridge Hurricanes | WHL         | 3   | 1             | 0             | 1             | 0             | 12            | 3 | 5        | 8        | 0        |          |          |
| 2017/18     | Lethbridge Hurricanes | WHL         | 57  | 22            | 31            | 53            | 20            | 16            | 7 | 6        | 13       | 14       |          |          |
| 2018/19     | Lethbridge Hurricanes | WHL         | 68  | 34            | 50            | 84            | 30            | 7             | 4 | 4        | 8        | 2        |          |          |
| 2019/20     | Lethbridge Hurricanes | WHL         | 51  | 38            | 47            | 85            | 38            | —             | — | —        | —        | —        |          |          |
| 2020/21     | Buffalo Sabres        | NHL         | 41  | 4             | 9             | 13            | 16            | —             | — | —        | —        | —        |          |          |
| 2021/22     | Buffalo Sabres        | NHL         | 79  | 13            | 25            | 38            | 55            | —             | — | —        | —        | —        |          |          |
| 2022/23     | Buffalo Sabres        | NHL         | 81  | 31            | 37            | 68            | 41            | —             | — | —        | —        | —        |          |          |
| 2023/24     | Buffalo Sabres        | NHL         | 79  | 18            | 29            | 47            | 42            | —             | — | —        | —        | —        |          |          |
| 2024/25     | Buffalo Sabres        | NHL         | 61  | 11            | 20            | 31            | 62            | —             | — | —        | —        | —        |          |          |
| 2024/25     | Ottawa Senators       | NHL         | 21  | 5             | 11            | 16            | 6             | 6             | 1 | 1        | 2        | 12       |          |          |
| NHL celkově | NHL celkově           | NHL celkově | 362 | 82            | 131           | 213           | 222           | 6             | 1 | 1        | 2        | 12       |          |          |

## Reprezentace
| Rok                       | Tým                       | Soutěž                    | Z  | G  | A  | B  | TM |
| ------------------------- | ------------------------- | ------------------------- | -- | -- | -- | -- | -- |
| 2018                      | Kanada 18                 | HGC                       | 5  | 2  | 3  | 5  | 0  |
| 2019                      | Kanada 18                 | MS18                      | 7  | 4  | 5  | 9  | 4  |
| 2020                      | Kanada 20                 | MSJ                       | 7  | 2  | 7  | 9  | 4  |
| 2021                      | Kanada 20                 | MSJ                       | 7  | 8  | 8  | 16 | 6  |
| 2022                      | Kanada                    | MS                        | 10 | 7  | 6  | 13 | 2  |
| 2024                      | Kanada                    | MS                        | 10 | 9  | 2  | 11 | 2  |
| Juniorská kariéra celkově | Juniorská kariéra celkově | Juniorská kariéra celkově | 32 | 17 | 29 | 46 | 14 |
| Seniorská kariéra celkově | Seniorská kariéra celkově | Seniorská kariéra celkově | 20 | 16 | 8  | 24 | 4  |